# 杣友厚
杣友厚（日语：／ Somatomo Atsushi，1949年6月10日—），日本前男子篮球运动员，毕业于日本大学。他曾代表日本参加1972年夏季奥运会男子篮球比赛，获得第十四名。他也参加了1970年亚洲运动会，获得一枚铜牌。